# NGC 337
NGC 337 es una galaxia espiral barrada de la constelación de Cetus.
Fue descubierta el 10 de septiembre de 1785 por el astrónomo William Herschel.